# نورث پام بیچ (فلوریدا)
نورث پام بیچ (به انگلیسی: North Palm Beach) روستای در شهرستان پام بیچ ایالت فلوریدا است که در سال ۱۹۵۶ بنیان‌گذاری شده‌است. این روستا طبق سرشماری سال ۲۰۱۰ میلادی، ۱۲٬۰۱۵ نفر جمعیت داشته و مساحت آن نیز ۱۵ کیلومتر مربع است.